# James while John had had had had had had had had had had had a better effect on the teacher
James while John had had had had had had had had had had had a better effect on the teacher جمله‌ای انگلیسی است که برای نشان دادن ابهام معنایی و لزوم به‌کارگیری علائم سجاوندی استفاده می‌شود. علائم سجاوندی در نوشتار جایگزین آهنگ، تکیه، و درنگ در گفتار می‌شوند.
معنای جمله با در نظر گرفتن موقعیت زیر آشکار می‌شود: دو دانش‌آموز به نام‌های جیمز و جان بودند که باید در آزمون انگلیسی، مردی را توصیف می‌کردند که در گذشته دچار سرماخوردگی شده بود. جان نوشت: The man had a cold که معلم آن را غلط گرفت. اما جیمز نوشت: The man had had a cold که درست بود. چون پاسخ جیمز درست بود، معلم بیشتر تحت تأثیر او قرار گرفته بود.
اگر جمله را به کمک علائم نگارشی بنویسم، درک معنی آن راحت‌تر می‌شود.
James, while John had had "had", had had "had had"; "had had" had had a better effect on the teacher.
ترجمهٔ جملهٔ فوق به فارسی چنین است:
در حالی که جان had داشته [=نوشته] بود، جیمز had had داشته [=نوشته] بود؛ had had تأثیر بهتری روی معلم داشته [=گذاشته] بود.